# Zhanjiang
Zhanjiang ou Chankiang (Tsamkong em cantonês) (湛江) é uma cidade da província de Cantão, na China. Localiza-se no sul da província e sudoeste da província de Cantão, cobrindo a parte norte da Península de Leizhou. Com uma população de 8.042.300 habitantes, Zhanjiang é  constituida por três municípios (Leizhou, Lianjiang e Wuchuan), dois condados (condado de Xuwen e condado de Suixi) e quatro distritos (distritos de Xiashan, distrito de Chikan, distrito de Potou e distrito de Mazhang). Como possui uma zona de desenvolvimento econômico e tecnológico aprovada pelo Estado e seis zonas de desenvolvimento econômico aprovadas pela província, um padrão de abertura geral foi tomando forma gradualmente.

## Geografia
A área de terra de Zhanjiang consiste principalmente de penínsulas e ilhas, com uma altitude de menos de 100 metros. As planícies representam 66% da área total da cidade, enquanto os montes representam 30,6% e as áreas montanhosas representam 3,4%. O terreno mais alto fica na parte norte e noroeste da cidade de Lianjiang. O pico mais alto da montanha, Shuangfengzhang fica a (380 metros acima do nível do mar), e dezenas de outros picos de montanha com uma altitude de 100 a 300 metros formam uma barreira natural. O terraço península encosta enfrenta o mar em três lados. A plataforma ligeiramente ondulada não tem picos enquanto o terreno é relativamente plano. Há muitos arrozais, córregos e ravinas entre as encostas da terra. As terras mais altas consistem em colinas resultantes de erupções vulcânicas. As colinas mais altas incluem principalmente o Monte Luogang (223 metros acima do nível do mar), Shili Hill (226 metros acima do nível do mar), Shimao Hill (259 metros acima do nível do mar) e Shiban Hill (245 metros acima do nível do mar).

### Clima
Zhanjiang, que está localizado na região sul na baixa latitude do Trópico de Câncer, tem um clima de monção tropical e subtropical. Regulado por um clima marinho todo o ano, ele não é severamente frio no inverno nem intensamente quente no verão. A temperatura média anual varia entre 22,7 C e 23,3 C, com duração média anual de 1,864-2,160 horas e precipitação anual média de 1,417-1,802mm.

### Recursos Hidricos
Em Zhanjiang, haviam abundantes recursos hídricos, mas agora os recursos hídricos per capita da cidade diminuíram para menos de 1.200 metros cúbicos. Zhanjiang tem 3.016 projetos de armazenamento de água, incluindo três grandes reservatórios e 22 reservatórios de médio porte, com armazenamento total de água de 2,67 bilhões de metros cúbicos. Zhanjiang tem recursos de água mineral ricos e uma variedade de molas famosas. Explorações e pesquisas têm provado que a cidade tem uma variedade de água mineral carbonatada preciosa, água mineral metassilicato de sódio, mineral selênio e água mineral de iodo.